# Nemorilla cruciata
Nemorilla cruciata är en tvåvingeart som först beskrevs av Christian Rudolph Wilhelm Wiedemann 1830.  Nemorilla cruciata ingår i släktet Nemorilla och familjen parasitflugor. Inga underarter finns listade i Catalogue of Life.